# Retrato de una mujer casada
Retrato de una mujer casada és una pel·lícula mexicana del 1982 dirigida per Alberto Bojórquez. Guanyadora d'una Diosa de Plata, és un dels grans projectes fílmics fets per Bojórquez, el llegat dels quals encara continua vigent a causa de la seva manera per a contar les històries quotidianes.
Aquesta producció cinematogràfica, enclavada a fins dels 70's, relata la vida d'una dona que a més d'estudiar una carrera universitària és mestressa de casa i s'enfronta al masclisme absurd del seu espòs, que desitja controlar-la. També exposa a aquesta dona dels 70's i 80’s que s'enfronta a nous temps, on comença a tenir una veu social.

## Sinopsi
Crònica dels problemes quotidians d'una jove mestressa de casa, estudiant de classe mitjana amb desitjos de superació, qui malgrat les seves bones intencions, ha de separar-se violentament del seu marit quan ell descobreix que va tenir un enamoriscament amb un company d'escola. Ja separada, ella treballa per a mantenir-se i tirar endavant, però el destí l'aconsegueix i pereix en un assalt.

## Reaprtiment
- Alma Muriel.... Irene González
- Gonzalo Vega.... Guillermo Contreras
- Ernesto Gómez Cruz.... Guillermo Rivas
- Patricia Reyes Spíndola.... Luisa
- Yara Patricia .... Alfonsina
- Jorge Victoria .... Aadvocat d'Irene
- Paco del Toro.... Felipe Diego
- Jorge Fegán .... Juez
- Ignacio Retes .... Papá de Irene
- Sara Guasch .... Mamá de Irene
- Beatriz Martínez.... Amiga de Irene
- Luis Mario Quiroz.... Luis Mario Contreras González
- Rebeca Rivera Bustos .... Rebeca Contreras González
- Mario Valdez
- Juan Manuel Sepúlveda